# Abadia de Glastonbury

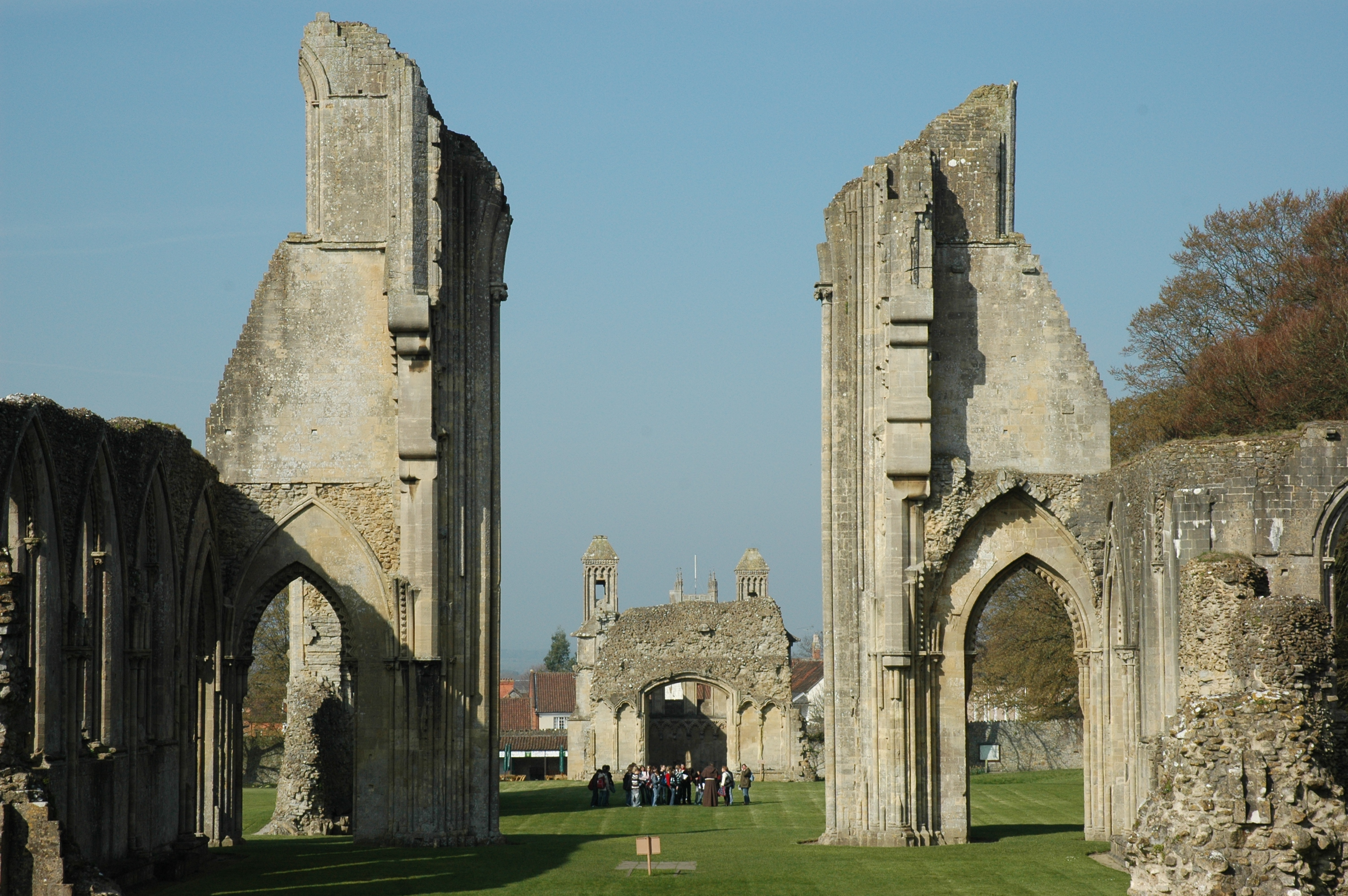
Les ruïnes de l'abadia

L'abadia de Glastonbury, situada a Glastonbury, Somerset (Anglaterra), és una de les esglésies més antigues del món no subterrànies (per oposició a les criptes i altres catacumbes), datant l'establiment d'una comunitat de frares de l'any 63, en el moment de la visita llegendària de Josep d'Arimatea, que hi hauria aportat el Sant Graal i hauria plantat l'espí blanc. Malgrat que aquests fets semblen avui poc versemblants, l'abadia conserva el seu interès gràcies a les seves ruïnes i a la seva rica història.
Història i llegenda floreixen al voltant de l'abadia. L'origen de l'abadia és sens dubte saxó i es remuntaria al segle vii. Reconstruïda, ampliada i incendiada, va ser erigida novament en el segle xii. L'abadia disposava de drets senyorials i d'amplis dominis quan es va veure afectada per la Dissolució de 1539. Quant a les llegendes, una d'elles pretén que el rei Artur i la reina Ginebra estan enterrats a Glastonbury i que els seus cossos van ser "descoberts" al cementiri el 1191. Àmpliament disseminades entre els espais de gespa, les ruïnes s'erigeixen altives entre majestuosos arbres. La capella de la Verge, de pedra de Doulting, posseeix una torreta d'angle, parets molt adornades i admirables portes, la del nord està decorada amb representacions esculpides de l'Anunciació, els Reis mags i Herodes.
A l'est de les impressionants columnes gòtiques del creuer encara romanen dempeus les parets del presbiteri i, darrere, l'antiga capella d'Edgar, mausoleu dels reis saxons. L'edifici de les cuines del segle xiv és l'únic intacte. L'edifici quadrat està cobert per una teulada de vuit aigües coronada per dues torres octagonals superposades que permetien l'evacuació del fum.
Glastonbury va ser el lloc d'enterrament de:
- Sant Dunstà, abat
- Edmund I d'Anglaterra
- Edmond II Ironside, rei d'Anglaterra i de Wessex

El 1191 s'hi van "trobar" les restes del llegendari Rei Artur i la reina Ginebra, que van ser novament sepultats al peu del nou altar major el segle xiii.

## Data de fundació
No hi ha una aproximació fefaent a la data de la fundació del monestir de Glastonbury, el lloc, habitat ja amb els romans i fins al període prehistòric, ens dificulta traçar una interpretació sòlidament assentada sobre testimoni documental, més vegades del que es voldria; contradictori, i arqueològicament difícil de percebre. Si bé hi ha evidències de restes d'un monestir radicat als límits de l'actual recinte monàstic ja al segle vi, hem de tenir present que les primeres mencions més o menys contrastables, i arqueològicament solvents, ens retrotrauen al segle VII o VIII.
En aquell llunyà segle, trobem referències del monestir en textos de St. Willibald, fent menció de les remembrances del seu mestre St. Bonifaci, que ens retrotrauen al govern d'un abat anomenat Beorwald, que governava un monestir amb un nom antic, que era "Glestingaburg": "et Beorwald qui divina coenobium gobernatione quod antiquorum nuncupatur vocabulo glestingaburg regebat (...)".
La següent, ens permet donar al rei Ine de Wessex el títol de fundador, com a mínim "in pectore" del monestir. Una nota marginal a les anomenades "cròniques paral·leles dels Saxons", feia menció -en anglès antic- d'una donació d'aquest monarca per a la construcció de l'església del monestir, després coneguda com a Vettusta Ecclesia, en substitució de l'anterior de fusta, segons el que l'arqueologia ens permet discernir. Devia ser aquesta la primera de les esglésies de pedra del conjunt: "he getimbrade thaet menster aet Galestyngabirg", segons també narra Lapidge.
De la mateixa manera s'expressa el monjo William de Mallesbury (s. XII), en la seva famosa obra "Antiquitatis Glastoniensis Ecclesiae". Les restes d'aquesta construcció han estat identificades prop de la Galilea de l'actual església abacial, i compartien espai amb l'anomenada Vettusta Ecclesia, dedicada a la Mare de Déu, en canvi aquesta construcció estava dedicada als Sants Pere i Pau, de les quals, les negatives de forat de pal, de l'antiga construcció en fusta, han estat presumiblement trobats segons el mateix autor.

També en la "Gesta Pontificum Anglorum", W. Malesbury; Addueix la fundació del Monestir, segons cita de Sant Adhelm, a la caritat del rei Ine. El mateix que Beda en venerable fa morir a Roma tot havent visitat els llocs sants del cristianisme, tal com es narra a ala "Historia ecclesiastica gentis anglorum" de l'autor citat. El mateix, apunta que l'antiguitat del monestir és gran, però que després de les invasions Vikingues, el monestir o bé va estar deshabitat o va caure en mans de pecadors, fins que l'abat Dunstan (St.) va recuperar la vida monàstica amb plenitud i rectitud (942-57), d'aquestes afirmacions no en tenim dades arqueològiques prou definides.

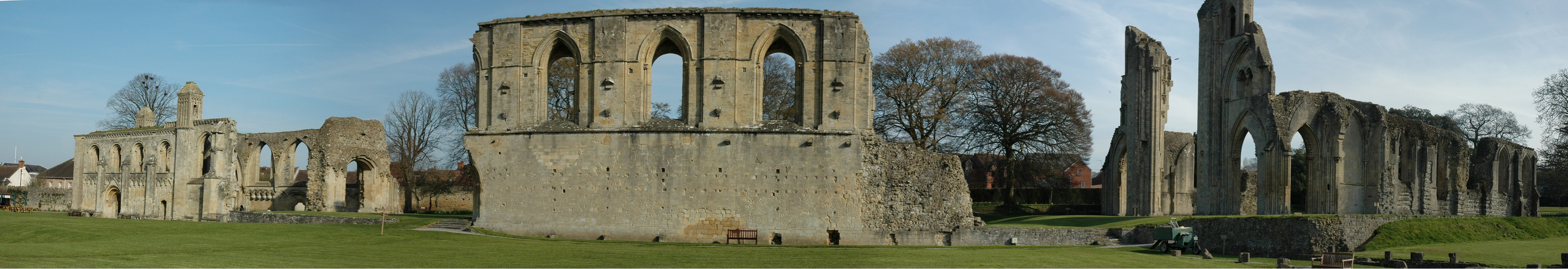
Panoràmica de l'abadia